# David Sylvian

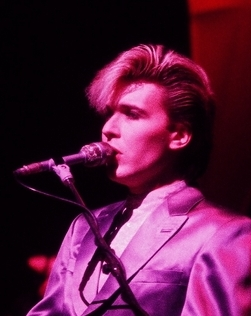
David Sylvian 1982

David Sylvian [ˈdeɪvɪd ˈsɪlvɪən] (* 23. Februar 1958 in Beckenham, Kent; eigentlich: David Alan Batt) ist ein britischer Songwriter, Sänger, Keyboarder und Gitarrist. Bekanntheit in der Öffentlichkeit erlangte er zunächst als Sänger und Songwriter der Band Japan. Seine darauffolgende Solokarriere wurde durch Musikrichtungen wie Jazz, Avantgarde, Ambient, Elektronische Musik und Progressive Rock beeinflusst.

## Karriere

### Jugend
Sylvian wurde als Sohn eines Stuckateurs und einer Hausfrau geboren. In seiner Jugend hörte er Glam Rock, beispielsweise David Bowie oder Roxy Music.

### Japan
Bereits in seiner Jugend spielte er zusammen mit dem Bassisten Mick Karn, dem Gitarristen Rob Dean, dem Keyboarder Richard Barbieri und seinem Bruder, dem Schlagzeuger Steve Jansen. Zunächst fungierte oft noch Karn als Frontsänger, während diese Rolle später Sylvian übernahm.
Im Jahr 1974 nannte sich die Gruppe Japan und unterschrieb einen Plattenvertrag mit dem deutschen Label Hansa Records. Während die Band zunächst noch dem Glam Rock zuzuordnen war, wurde ihr Stil mit den Jahren spezieller und konnte eher dem Artrock zugeordnet werden. Wegen ihres Kleidungsstils wurde die Gruppe später oft der Bewegung der New Romantics zugeordnet. Japan nahm fünf Alben zwischen 1978 und 1981 auf, wobei diese ab 1980 von Virgin Records veröffentlicht wurden – jener Plattenfirma, bei der Sylvian für die nächsten zwanzig Jahre unter Vertrag stehen würde.
Die Auflösung von Japan im Dezember 1982 wird mit mehreren zwischenmenschlichen Beziehungen begründet, Spannungen gab es zum Beispiel dadurch, dass Sylvian der Fotografin Yuka Fujii näherkam, der Ex-Freundin von Mick Karn.
Nach der Auflösung von Japan 1983 hatte er einen großen internationalen Hit mit dem Titel Forbidden Colours, einer Vokal-Version des Hauptthemas der von Ryūichi Sakamoto komponierten Musik zum Film Furyo – Merry Christmas, Mr. Lawrence.

### Erste Soloprojekte
Die Veröffentlichung des Albums Brilliant Trees (1984) markiert den eigentlichen Beginn seiner Solokarriere. Brilliant Trees erreichte Platz vier in den britischen Albumcharts. Sylvian platzierte die konventionellen Titel auf die Vorderseite, die experimentelleren Lieder auf die Rückseite der Schallplatte. Auf der Aufnahme wirkten auch die ehemaligen Japan-Kollegen Jansen und Barbieri sowie Holger Czukay (Can / Bass), Ryūichi Sakamoto (Klavier) und Jon Hassell (Trompete) mit. Letztere drei Musiker traten auch auf Sylvians Alchemy (1985) auf, einem rein instrumentalen Album, welches mit seinen „Vierte Welt“-Klängen Sylvians Absicht, sich weiter vom Mainstream wegzubewegen, unterstrich.
Die Veröffentlichung von Gone to Earth (1986) sah wiederum die Trennung von leichteren, gesungenen Liedern und instrumentellen Werken vor. Die Trennung ist durch die Veröffentlichung des Albums auf zwei Schallplatten leicht erkennbar. Robert Fripp von der Band King Crimson beeinflusste den Klang des Albums durch seine Gitarreneinlagen stark. Im Jahr 1987 veröffentlichte Sylvian Secrets of the Beehive mit dem Song „Orpheus“, einem seiner bekanntesten und beliebtesten Lieder.

### Kollaborationen
Nach Projekten mit Holger Czukay und Russell Mills kam es 1991 zu einer einmaligen Wiedervereinigung von Japan, allerdings unter dem Namen Rain Tree Crow. In der Folge veröffentlichte Sylvian die Kollaborationen mit Robert Fripp The First Day (1993) und Damage (1994), letzteres ein Livealbum.
Anfang der 1990er Jahre sandte die Künstlerin Ingrid Chavez Sylvian eine Kopie ihres ersten Albums. Da er Gefallen an ihrer Stimme fand, beschloss er, sie in ein Projekt von Ryuichi Sakamoto und ihm miteinzubeziehen. Daraufhin fanden Chavez und Sylvian zueinander und heirateten im Jahr 1992.

### Jahre in der Ehe
In den folgenden Jahren wurde Sylvian musikalisch mehr oder weniger inaktiv und zog mit seiner Ehefrau von Minnesota nach Napa Valley. Chavez gebar in dieser Zeit zwei Töchter. An ihrem Album Little Girls With 99 Lives, auf welchem auch Sylvian vertreten war, hatten die Plattenfirmen kein Interesse.
Im Jahr 1999 folgte die Veröffentlichung von Dead Bees on a Cake, dem ersten Soloprojekt seit Secrets of the Beehive zwölf Jahre zuvor. Das Album besaß keinen melancholischen Unterton mehr, sondern reflektierte Sylvians inneren Frieden durch seine Heirat und Familie.
Virgin Records entschloss sich zu der Veröffentlichung eines „Best-of“s, des zweischeibigen Everything and Nothing (2000) und dem instrumentalen Camphor (2002). Im Zeichen dieser Veröffentlichungen entschloss sich Sylvian zu einer Welttournee, welche allerdings in den USA wegen schlechter Kartenverkäufe gekürzt werden musste.

### Trennung und Spätwerk
Das Album Blemish (2003) war die erste Veröffentlichung auf seinem eigenen Label Samadhi Sound, auf dem in der Folgezeit auch Werke von zum Beispiel Harold Budd erschienen. Das Album besaß einen kargen, elektronischen Klang und befasste sich größtenteils mit der Trennung und Scheidung von Ingrid Chavez.
2004 sang er eine Version des Stückes Messenger der New Yorker Band Blonde Redhead, was als B-Seite der Blonde-Redhead-7" Equus auf 4AD erschien.
Seit 2005 arbeitet Sylvian unter dem Namen Nine Horses mit seinem Bruder Steve Jansen und Burnt Friedman (bürgerlicher Name Bernd Friedmann, geb. in Kassel). Das erste Album Snow Borne Sorrow war nicht nur kommerziell recht erfolgreich, sondern setzt kompositorisch und produktionstechnisch völlig neue Maßstäbe sowohl im Kontext der früheren Arbeiten Sylvians als auch davon losgelöst. In Großbritannien wurde das Album 2006 von einer Reihe namhafter Musikjournalisten zum „bestproduzierten Album“ gewählt. Nine Horses veröffentlichen ebenfalls auf Sylvians Label Samadhi Sound.
Samadhi Sound begann inzwischen mit der Veröffentlichung der verlegten Titel als Download im Direktvertrieb. Dabei stehen auch nicht kopiergeschützte, verlustlos komprimierte Dateiformate sowie mP3-Dateien im Angebot, womit sich David Sylvian implizit zur DRM-freien Vermarktung von Musik bekennt.
2009 wurde das Album Manafon veröffentlicht, welches eine Kollaboration mit Improvisationskünstlern wie Evan Parker, Keith Rowe, Christian Fennesz und Sachiko M darstellt. Zwei Jahre darauf erschien die Fortsetzung Died in the Wool, welches diese Stücke mit einem Streichquartett unter Leitung von Dai Fujikura neu interpretiert, sowie unveröffentlichte Lieder über Emily Dickinson beinhaltet.
2011 unterhielt Sylvian gemeinsam mit Atsushi Fukui eine Installation in Kristiansand. Des Weiteren kündigte er eine Europatournee für das folgende Jahr an. Aus gesundheitlichen Gründen wurde diese später verschoben, dann endgültig abgesagt. Sylvian ist auch als Fotograf tätig. Seine Werke wurden auf seiner Webseite frei zugänglich gezeigt, oft betitelt und sind größtenteils dem Realismus zuzuordnen und zeigen nie Menschen. Von April bis Mai 2012 wurden 141 Polaroids von ihm in Tokio ausgestellt.
Musikalisch ist Sylvian inaktiv und bezeichnet als selbst als im „Ruhestand“ befindlich. Seine Alben wurden im Laufe von Jahren in Neuauflagen mit geändertem Artwork wiederveröffentlicht. Auf Facebook ist er zeitweilig aktiv, wobei auffällig ist, dass die Kommentarfunktion für Postings häufig bewusst deaktiviert wurde.

## Diskografie
Für Veröffentlichungen mit Japan siehe hier.

### Alben
| Jahr | Titel                  | Höchstplatzierung, Gesamtwochen, AuszeichnungChartplatzierungen (Jahr, Titel, Platzierungen, Wochen, Auszeichnungen, Anmerkungen) | Höchstplatzierung, Gesamtwochen, AuszeichnungChartplatzierungen (Jahr, Titel, Platzierungen, Wochen, Auszeichnungen, Anmerkungen) | Anmerkungen                            |
| Jahr | Titel                  | DE | UK | Anmerkungen                            |
| ---- | ---------------------- | --- | --- | -------------------------------------- |
| 1984 | Brilliant Trees        | — | UK4 Gold · (14 Wo.)UK |                                        |
| 1986 | Gone to Earth          | — | UK24 Silber · (5 Wo.)UK | Doppel-Album, eines davon instrumental |
| 1987 | Secrets of the Beehive | — | UK37 (2 Wo.)UK |                                        |
| 1988 | Plight and Premonition | — | UK71 (1 Wo.)UK | mit Holger Czukay                      |
| 1993 | The First Day          | — | UK21 (2 Wo.)UK | mit Robert Fripp                       |
| 1999 | Dead Bees on a Cake    | DE64 (3 Wo.)DE | UK31 (2 Wo.)UK |                                        |

Weitere Alben
- 1985: Alchemy: An Index of Possibilities (Instrumental-Kompilation)
- 1988: In Praise Of Shamans (mit Holger Czukay)
- 1989: Flux and Mutability (mit Holger Czukay)
- 1989: Ember Glance: The Permanence of Memory (Musik zu Multimedia-Installation)
- 2003: Blemish
- 2005: The Good Son vs. The Only Daughter (Remixalbum)
- 2007: When Loud Weather Buffeted Naoshima
- 2009: Manafon
- 2012: Wandermüde (mit Stephan Mathieu)
- 2014: There’s A Light That Enters Houses With No Other House In Sight (mit Franz Wright und Christian Fennesz)
- 2017: There Is No Love (mit Rhodri Davies und Mark Wastell)
- 2022: Upon This Fleeting Dream (mit Twinkle³ und Kazuko Hohki)

### Livealben
- 1994: Damage: Live (mit Robert Fripp)

### Kompilationen
| Jahr | Titel                        | Höchstplatzierung, Gesamtwochen, AuszeichnungChartsChartplatzierungen (Jahr, Titel, Platzierungen, Wochen, Auszeichnungen, Anmerkungen) | Anmerkungen                               |
| Jahr | Titel                        | UK | Anmerkungen                               |
| ---- | ---------------------------- | --- | ----------------------------------------- |
| 2000 | Everything and Nothing       | UK57 (2 Wo.)UK |                                           |
| 2002 | Camphor                      | UK99 (1 Wo.)UK | instrumental                              |
| 2012 | A Victim of Stars, 1982—2012 | UK58 (1 Wo.)UK | 2 CDs, inkl. unveröffentlichter Versionen |

Weitere Kompilationen
- 1989: Weatherbox (Kompilation der ersten 4 Alben, limit. Auflage von 5000)
- 1999: Approaching Silence
- 2010: Sleepwalkers
- 2011: Died in the Wool – Manafon Variations

### Singles
| Jahr | Titel Album                                              | Höchstplatzierung, Gesamtwochen, AuszeichnungChartsChartplatzierungen (Jahr, Titel, Album, Platzierungen, Wochen, Auszeichnungen, Anmerkungen) | Anmerkungen          |
| Jahr | Titel Album                                              | UK | Anmerkungen          |
| ---- | -------------------------------------------------------- | --- | -------------------- |
| 1982 | Bamboo Houses / Bamboo Music –                           | UK30 (4 Wo.)UK | mit Ryuichi Sakamoto |
| 1983 | Forbidden Colours –                                      | UK16 (9 Wo.)UK | mit Ryuichi Sakamoto |
| 1984 | Red Guitar Brilliant Trees                               | UK17 (7 Wo.)UK |                      |
| 1984 | The Ink in the Well Brilliant Trees                      | UK36 (3 Wo.)UK |                      |
| 1984 | Pulling Punches Brilliant Trees                          | UK56 (2 Wo.)UK |                      |
| 1985 | Words With the Shaman Alchemy: An Index of Possibilities | UK72 (2 Wo.)UK |                      |
| 1986 | Taking the Veil Gone to Earth                            | UK53 (4 Wo.)UK |                      |
| 1986 | Silver Moon Gone to Earth                                | UK83 (2 Wo.)UK |                      |
| 1987 | Let the Happiness in Secrets of the Beehive              | UK66 (2 Wo.)UK |                      |
| 1989 | Pop Song –                                               | UK83 (2 Wo.)UK |                      |
| 1992 | Heartbeat (Tainai Kaiki II) –                            | UK58 (3 Wo.)UK | mit Riuichi Sakamoto |
| 1993 | Jean the Birdman –                                       | UK68 (2 Wo.)UK | mit Robert Fripp     |
| 1999 | I Surrender Dead Bees on a Cake                          | UK40 (2 Wo.)UK |                      |